# Rotten.com
rotten.com – szokująca strona internetowa założona w 1996 roku. Ze względu na drastyczne materiały tam zamieszczane, rotten.com stała się bardzo kontrowersyjna. Portal stworzył internauta Soylent. Serwis był notowany w rankingu Alexa na miejscu 5 282 756 (maj 2020).
W 1997 roku na rotten.com umieszczono rzekome zdjęcia z wypadku samochodowego zmarłej księżnej Diany. Pomimo tego, że zdjęcia przedstawiały inną osobę, media zaczęły atakować rotten.com. Jednak po licznych artykułach, stronę zaczęło odwiedzać wielu nowych użytkowników. Wkrótce pojawiły się zdjęcia zwłok Rona Goldmana, Nicole Smith i Tupaca. Popularność wzrosła, ponad 200 tys. osób codziennie odwiedzało portal.
W wyniku materiałów na temat kanibalizmu, serwisem zainteresowało się FBI i Scotland Yard.
Liczne pozwy sądowe, skierowane do właściciela rotten.com, były dostępne na portalu z komentarzami Soylenta.
Strona została zamknięta.